# Wedell-Williams XP-34
El Wedell-Williams XP-34 fue un diseño de avión de caza presentado al Cuerpo Aéreo del Ejército de los Estados Unidos (USAAC) antes de la Segunda Guerra Mundial, por Marguerite Clark Williams, viuda del millonario Harry P. Williams, antiguo propietario y cofundador de la Wedell-Williams Air Service Corporation.

## Diseño y desarrollo
Derivado de una propuesta original realizada en 1932, el XP-34 estaba basado en un diseño del competidor aéreo Jimmy Wedell, que estaba considerado "uno de los más notables diseñadores de aviones de carreras de su época". El avión era resultado directo del desarrollo de los diseños más exitosos de Wedell, el Model 44 y el Model 45. El fuselaje delantero estaba destinado a ser metálico, y la parte trasera y las superficies de control, recubiertas de tela.
El interés expresado por el USAAC estaba basado en el éxito del avión de carreras privado de los años 30 que había alcanzado velocidades de 482,8 km/h, un nivel de prestaciones no alcanzado por los modelos estándar de aviones en servicio con los militares estadounidenses.
El 1 de octubre de 1935, el USAAC ordenó un juego completo de planos y emitió la designación XP-34. Sin embargo, pronto se hizo patente que, con su motor original Pratt & Whitney R-1535 Twin Wasp de 522 kW (700 hp), las anticipadas prestaciones del XP-34 serían insuficientes, comparadas con los diseños ya en producción.
Wedell-Williams sugirió sustituirlo por el XR-1830 de 671 kW (900 hp). Aunque la promesa de alta velocidad todavía estaba allí, otras consideraciones como el completo rediseño del fuselaje para acomodar un motor más pesado y potente fue considerado como impracticable, siendo posteriormente rechazado el nuevo diseño por el Cuerpo Aéreo antes de que ningún avión fuera construido.

## Especificaciones (propuestas)
Referencia datos: U.S. Fighters

### Características generales
- Tripulación: Uno (piloto)
- Longitud: 7,2 m (23,6 ft)
- Envergadura: 8,5 m (27,7 ft)
- Altura: 3,3 m (10,8 ft)
- Peso cargado: 1928 kg (4249,3 lb)
- Planta motriz: 1× motor radial de 14 cilindros en dos filas y refrigerado por aire Pratt & Whitney XR1830-C.
  - Potencia: 671 kW (925 HP; 912 CV)

### Rendimiento
- Velocidad máxima operativa (Vno): 496 km/h (308 MPH; 268 kt)

## Aeronaves relacionadas

### Desarrollos relacionados
- Wedell-Williams Model 44
- Wedell-Williams Model 45

### Secuencias de designación
- Secuencia P-_ (Cazas (Pursuit) del USAAC/USAAF/USAF, 1924-1962): ← XP-31 - P-32 - P-33 - XP-34 - P-35 - P-36 - P-37 →